# 1 Centauri
Ne doit pas être confondu avec j Centauri, l Centauri, ou encore ι (Iota) Centauri
Désignations
1 Centauri (en abrégé 1 Cen), également désignée i Centauri, est une étoile binaire de la constellation australe du Centaure. Elle est visible à l'œil nu avec une magnitude apparente combinée de 4,23. Le système présente une parallaxe annuelle de 51,54 mas telle que mesurée par le satellite Hipparcos, ce qui permet d'en déduire qu'il est distant de ∼ 63,3 a.l. (∼ 19,4 pc) de la Terre. Il se rapproche du Système solaire à une vitesse radiale de −21,5 km/s.
1 Centauri est une étoile binaire spectroscopique à raies simples, qui a été mise en évidence pour la première fois entre 1921 et 1923 à l'observatoire du Cap grâce à des images spectrographiques. La paire boucle une orbite avec une période de 9,94 jours et selon une excentricité d'environ 0,2.
La composante visible a reçu par le passé différentes classifications spectrales. Ainsi, Jaschek et al. (1964) recensent F0V, F2III, F4III et F4IV, ce qui correspond à un état d'évolution compris entre une étoile jaune-blanc de la séquence principale ordinaire et une géante. Mais plus récemment, Houk (1982) lui a attribué un type de F3 V, tandis que le projet NStars lui a donné un type proche de F2 V en 2006, ce qui correspond à une étoile sur la séquence principale qui génère son énergie par la fusion de l'hydrogène dans son cœur.
L'étoile est 1,33 fois plus massive que le Soleil et elle est âgée d'environ 1,2 milliard d'années. Elle est 5,9 fois plus lumineuse que le Soleil et sa température de surface est de 6 898 K. Il lui faut 2,4 jours pour compléter une rotation. C'est une étoile variable de type Delta Scuti suspectée avec une possible variation de 0,02 magnitude.